# Toxteth
 (octobre 2020).
Si vous disposez d'ouvrages ou d'articles de référence ou si vous connaissez des sites web de qualité traitant du thème abordé ici, merci de compléter l'article en donnant les références utiles à sa vérifiabilité et en les liant à la section « Notes et références ».

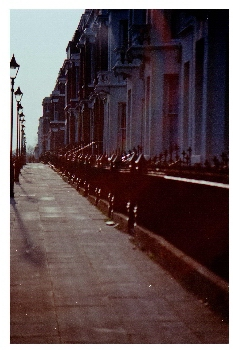
Huskisson Street.

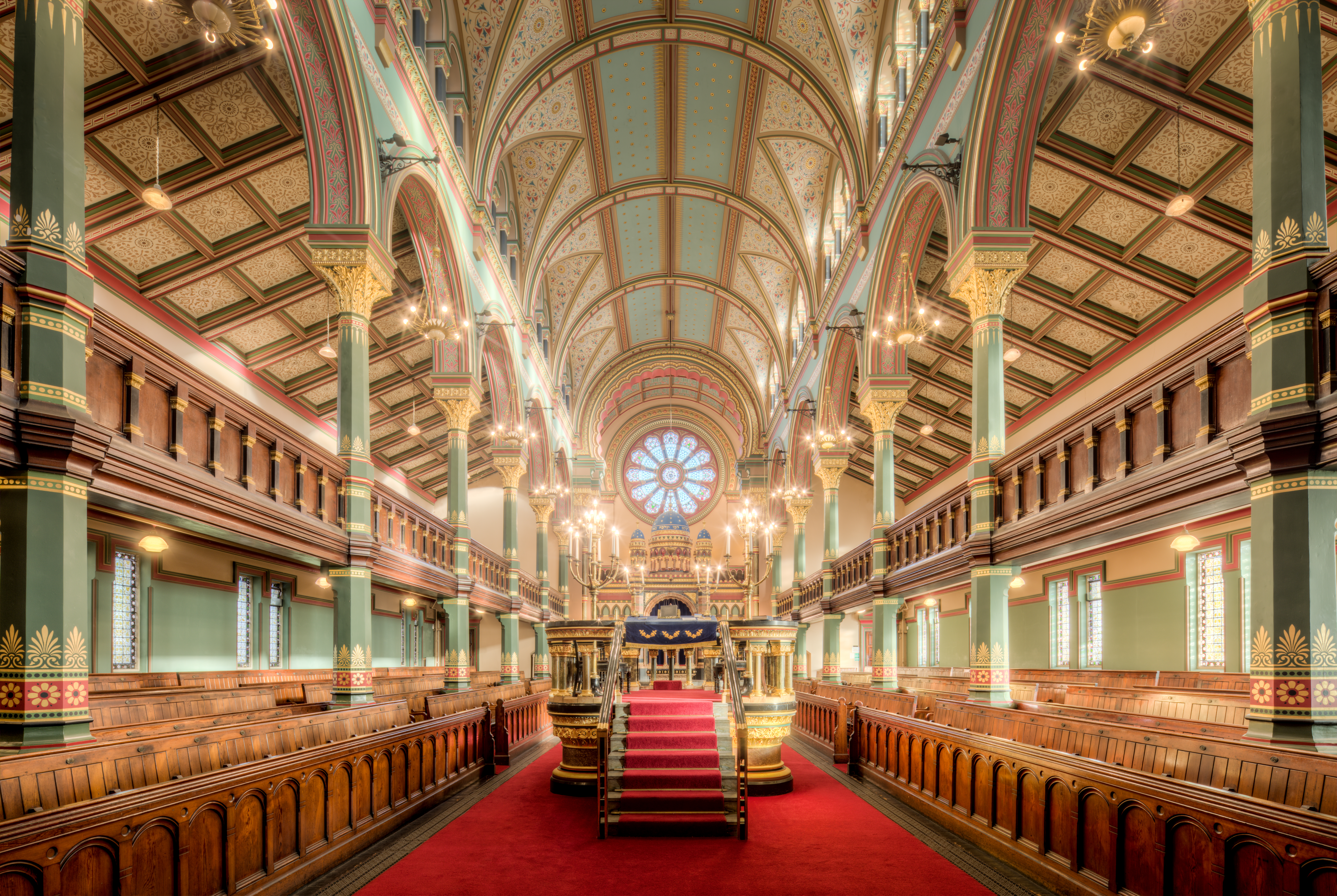
L'intérieur de Princes Road Synagogue, dans le quartier Toxteth.

Toxteth est un quartier de Liverpool situé à environ 1,5 km au sud du centre-ville.
Le quartier est défini comme la zone se trouvant entre le triangle formé par le fleuve Mersey, Parliament Street / Upper Parliament Street, Smithdown Road (A562 (en)) et Ullet Road (B5342), plus un carré défini par Hope Street, Myrtle Street, Grove Street (A562 (en)) et Upper Parliament St.
Le nom de Toxteth et rarement utilisé par les habitants du quartier, qui l'appellent « Liverpool 8 », nom référençant le code postal de l'endroit. De plus, la mauvaise réputation de Toxteth par le passé fait qu'un certain nombre d'endroits préfèrent un autre nom - par exemple, le quartier historique de Canning autour de Canning Street, et le quartier de Dingle autour de Park Hill Road.
Sur le plan politique, l'arrondissement de 'Liverpool Riverside' est sous le contrôle du Parti travailliste (bien que la députée actuelle soit affiliée au courant 'Co-op' et non aux travaillistes proprement dits). Au niveau local, le district électoral de Princes Park compte trois conseillers municipaux travaillistes.
L'immobilier est bon marché à Toxteth : à l'été 2003, le prix moyen d'une habitation était de seulement £45 929 (contre une moyenne nationale de £160 625). Les habitations sont majoritairement des maisons ouvrières victoriennes, mais il y a un nombre croissant d'appartements issus de reconversions de plus grandes maisons victoriennes. Le sous-quartier de Canning, au nord du reste de Toxteth, est constitué de jolis immeubles construits au XIXe siècle mais dans le style dit Georgian du XVIIIe siècle, anciennes demeures de marchands ayant fait fortune grâce au port. Ce quartier commença à attirer des habitants plus prospères au cours des années 1990. À noter aussi les admirables lieux de culte.
Malheureusement, Toxteth est renommé avant tout pour les émeutes qui s'y déroulèrent en 1981. Des batailles acharnées entre habitants et policiers eurent lieu en juin de cette année-là, provoquées par l'arrestation de Leroy Alphonse Cooper. La brigade policière de Merseyside avait alors la mauvaise réputation d'arrêter et de fouiller sans raison particulière les jeunes noirs du quartier. L'arrestation de Cooper, observée par une foule irritée, créa un incident où trois policiers furent blessés. Le week-end suivant l'incident se mua en émeutes graves avec l'utilisation de cocktails Molotov et de bombes lacrymogènes. Bilan de cette semaine : aucun mort, mais 470 policiers blessés, 500 arrestations et plus de 70 édifices détruits.
L'opinion nationale qualifia les émeutes de simples « émeutes raciales », tout comme celles de Brixton la même année et celles de Bristol en 1980. Mais cette analyse est discutable, étant donné que de nombreux jeunes blancs frustrés d'autres quartiers de Liverpool prêtèrent main-forte aux émeutiers locaux pour se battre avec la police. Imputer les émeutes aux « problèmes raciaux » permettait de se cacher les causes plus profondes de ces évènements.
Princes Park (en), un grand jardin public datant de 1842, est un des nombreux endroits de verdure.
L'existence de Toxteth est mentionnée dans le Domesday Book de 1086.
On pense que le fondateur du village initial fut un Viking du nom de Toki qui aurait vécu au IXe siècle. Selon une autre théorie, le nom veut dire endroit entouré d'une palissade.
La colonie puritaine de Toxteth Park au XVIIe siècle fut établie par des originaires de Bolton qui s'établirent  dans 25 fermes indépendantes de l'église d'Angleterre. Ils utilisaient 'l'Ancienne Chapelle' de Toxteth pour leurs offices religieux.

## Personnalités associées au quartier
Parmi les personnages historiques ayant des affinités avec Toxteth, on compte : 
- Jeremiah Horrocks, astronome, qui observa le premier un transit de Vénus. Une plaque lui est dédiée à l'Ancienne Chapelle.
- John Lennon, qui habita au no 3 Gambier Terrace, où il fut colocataire avec Stuart Sutcliffe.
- Herbert Louis Samuel, le premier Vicomte Samuel de Toxteth et de Mont Carmel, qui devint le premier juif ministre de l'intérieur ('Home Secretary').
- Ian Callaghan, footballeur qui joua 857 matchs en faveur du club de Liverpool (record).
- Robbie Fowler, footballeur qui passa plusieurs saisons au club de Liverpool.

## Galerie

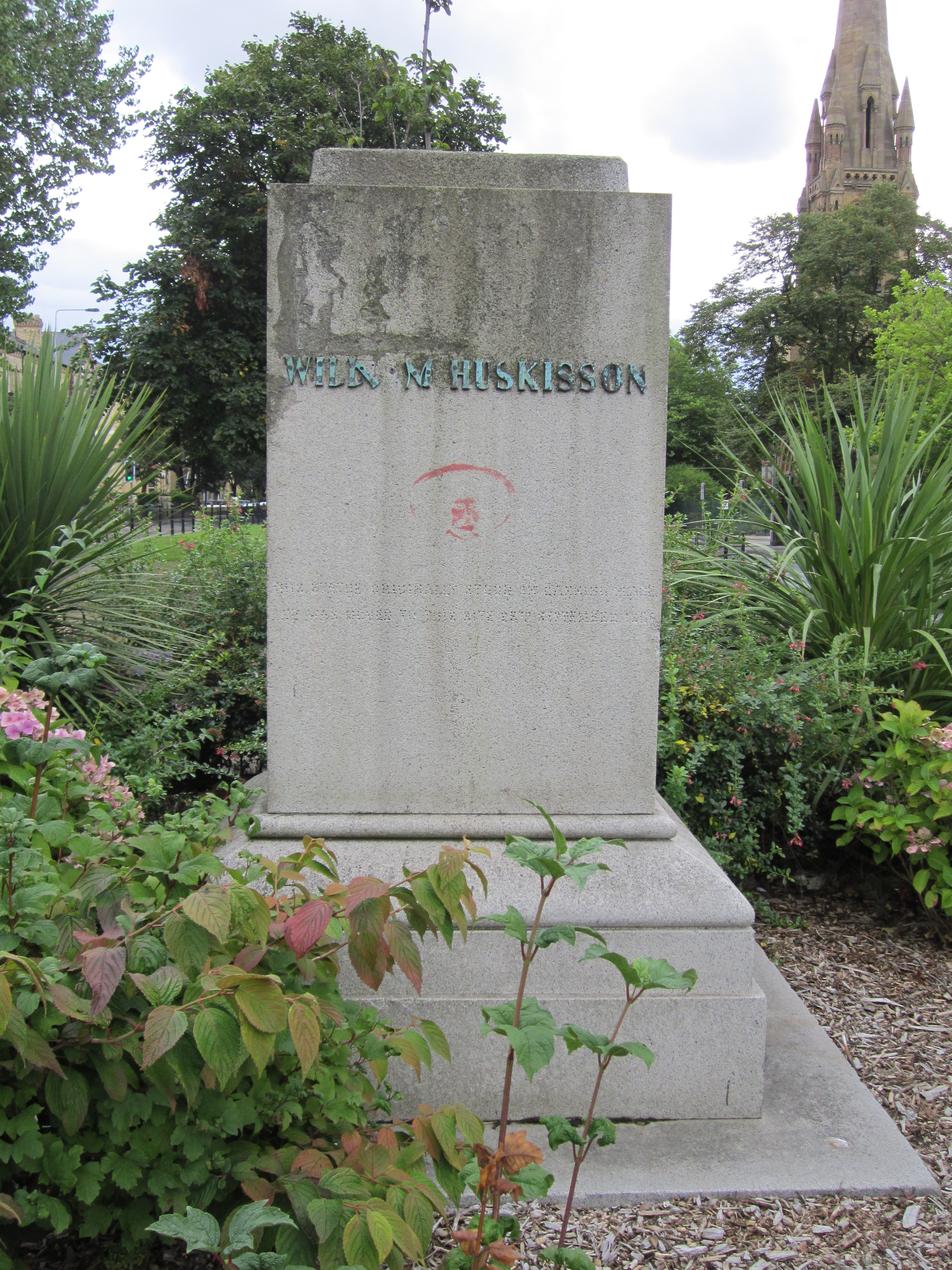
Sur Princes Avenue, piédestal vide de l'ancien monument à William Huskisson.
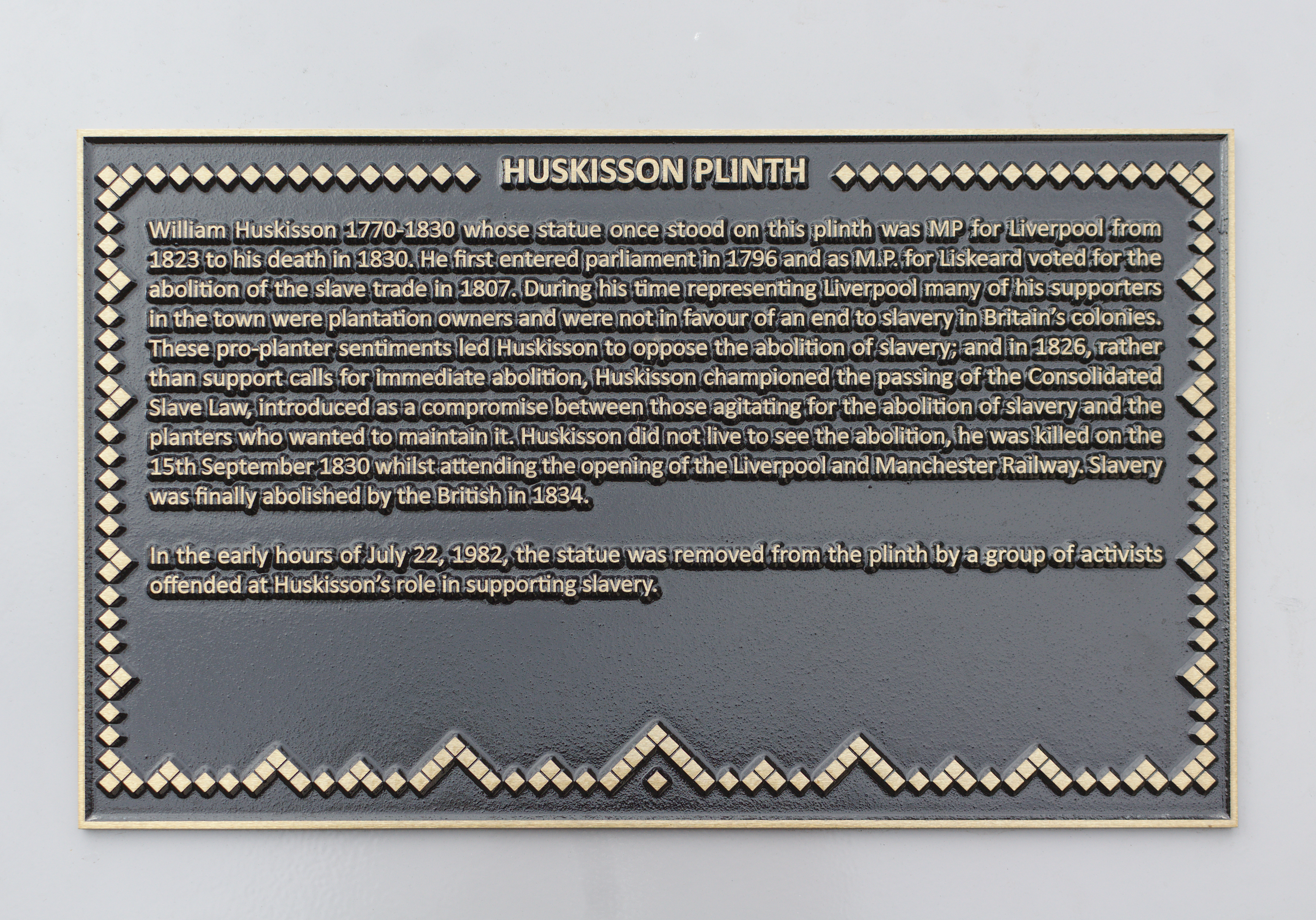
Plaque installée après les manifestations de 2020, près du socle de la statue renversée en 1982.